# Paridea oculata
Paridea oculata es una especie de insecto coleóptero de la familia Chrysomelidae. Fue descrita en 1930 por Laboissiere.